# Илио Коли
Илио Коли (итал. Ilio Colli; Кортина д'Ампецо, 30. мај 1931 — Мадесимо 21. фебруар 1953) је скијаш из Италије који је учествовао на Зимским олимпијским играма 1952..
Илио је четврто од шесторо деце Винченца Колија.
На Зимским олимпијским играма 1952. Илио је у алпском скијању спуст поделио осамнаесто место. Погинуо је на скијашкој трци у Мадесиму ударивши у дрво при брзини од 50 км/ч.